# شهوان (اسم)
شهوان هو اسم علم مذكر من أصل عربي، ومعناه هو الكثير الشهوة، من الاشتهاء وهو الميل الرغبة الجامحة.

## وصلات خارجية
- موسوعة السلطان قابوس لأسماء العرب نسخة محفوظة 5 أبريل 2019 على موقع واي باك مشين.